# Akçaşar, Altınekin
Akçaşar là một xã thuộc huyện Altınekin, tỉnh Konya, Thổ Nhĩ Kỳ. Dân số thời điểm năm 2011 là 190 người.